# Luis Paulino Siles Calderón
Luis Paulino Siles Calderón (San José, 13 de diciembre de 1941),
es un exárbitro costarricense. Es conocido como el primer árbitro internacional costarricense que participó en una Copa Mundial de fútbol, específicamente, la edición de España 1982.

## Biografía
Luis Paulino Siles, es actualmente abogado e ingeniero civil de profesión. En el año 2002 toma las riendas de la Comisión de Arbitraje, organismo adscrito a la Federación Costarricense de Fútbol.

## Copa Mundial España 1982
En la Copa Mundial de Fútbol de 1982, participó en los siguientes juegos como árbitro central:
| Copa Mundial España 1982, Primera Ronda, Grupo 3; 18 de junio de 1982, 21:00 | Brasil                                       | 4:1 (1:1) | Escocia   | Estadio Benito Villamarín, Sevilla                                          |                                                                             |
|                                                                              | Zico 33' · Oscar 48' · Eder 63' · Falcão 87' | Reporte   | Narey 18' | Asistencia: 47.379 espectadores Árbitro(s): Luis Paulino Siles (Costa Rica) | Asistencia: 47.379 espectadores Árbitro(s): Luis Paulino Siles (Costa Rica) |

| Copa Mundial España 1982, Segunda Ronda, Grupo A; 28 de junio de 1982, 21:00 | Polonia             | 3:0 (2:0) | Bélgica | Estadio Camp Nou, Barcelona                                                 |                                                                             |
|                                                                              | Boniek 4', 26', 53' | Reporte   |         | Asistencia: 65.000 espectadores Árbitro(s): Luis Paulino Siles (Costa Rica) | Asistencia: 65.000 espectadores Árbitro(s): Luis Paulino Siles (Costa Rica) |

Así también, fue juez de línea en un juego:
| Copa Mundial España 1982, Primera Ronda, Grupo 5; 24 de junio de 1982, 21:00 | Honduras | 0:1 (0:0) | Yugoslavia          | Estadio La Romareda, Zaragoza                                     |                                                                   |
|                                                                              |          | Reporte   | Petrović 88' (pen.) | Asistencia: 25.000 espectadores Árbitro(s): Gastón Castro (Chile) | Asistencia: 25.000 espectadores Árbitro(s): Gastón Castro (Chile) |

Y fue cuarto árbitro en el juego inaugural de este campeonato:
| Copa Mundial España 1982, Primera Ronda, Grupo 3; 13 de junio de 1982, 20:00 | Argentina | 0:1 (0:0) | Bélgica         | Estadio Camp Nou, Barcelona                                                   |                                                                               |
|                                                                              |           | Reporte   | Vandenbergh 62' | Asistencia: 95.000 espectadores Árbitro(s): Vojtech Christov (Checoslovaquia) | Asistencia: 95.000 espectadores Árbitro(s): Vojtech Christov (Checoslovaquia) |

## Dedicado especial
La Federación Costarricense de Fútbol decidió dedicarle el Campeonato Apertura 2017, debido a su trayectoria como árbitro de Primera División.